# Zapalasaurus
Zapalasaurus là một chi khủng long, được Salgado Carvalho & Garrido mô tả khoa học năm 2006.